# أفونسو ديسكرانول توناي
أفونسو ديسكرانول توناي ؛ أفونسو توناي (بالبرتغالية: Afonso d'Escragnolle Taunay‏) (مواليد 1876 في فلوريانوبوليس ، سانتا كاتارينا ، البرازيل – 1958 ساو باولو ، ولاية ساو باولو ، البرازيل) كاتب وسياسي ونبيل برازيلي. شغل منصب الرئاسة رقم 1 للأكاديمية البرازيلية للآداب ، حيث تم انتخابه في 7 نوفمبر 1929.

## السيرة الشخصية

أفونسو ديسكرانول توناي

تعود عائلة توناي في البرازيل إلى نيكولا أنطوان توناي (1755-1830)، وهو رسام فرنسي كلاسيكي جديد، وعضو في ما يسمى بالبعثة الفنية الفرنسية الذي جاء إلى البرازيل كمتقاعد من المملكة. ورافق الحملة التي جلبت الأميرة ليوبولدينا عام 1816. أتاح وصول البعثة إلى ريو دي جانيرو إنشاء وتأسيس المدرسة الملكية للعلوم والفنون والحرف اليدوية، والتي أصبحت في عام 1826 الأكاديمية الإمبراطورية للفنون الجميلة ( AIBA).
ولد أفونسو في بالاسيو روسادو، مقر حاكم سانتا كاتارينا. كان الابن الشرعي الوحيد لألفريدو ديسكرانول توناي، فيكونت أوف توناي، وكريستينا تيكسيرا ليتي (ابنة بارون أوف فاسوارس ). كان حفيد فيليكس توناي، بارون توناي، وحفيد كونت إسكرانول، أحد النبلاء الفرنسيين. لديه أخ غير شقيق، جواو بيدرو نولاسكو (متزوج من امرأة باسكية ماريا دي ليما) ، المولودة في باريس.
تخرج في الهندسة المدنية في إيسكولا بوليتكنيكا في ريو دي جانيرو عام 1900. درس في ساوباولو وكان مدير متحف باوليستا (الآن متحف إيبيرانجا) من عام 1934 إلى عام 1937. وتزوج من سارة دي سوزا كويروس، ولديه أربعة أبناء: آنا كويروس توناي، باولو باولو توناي، أوغستو دي إيسكرانول توناي وكلاريسي توناي.

## المناصب والوظائف
مكّن أفونسو توناي من تكريس نفسه للدراسات التاريخية، خاصة فترة بانديرانتيس والاستعمار البرازيلي وإلى الأدب البرازيلي والعلم والفن. كما برز كمؤلف معاجم وتخصص بشكل رئيسي في المصطلحات العلمية. وإلى جانب إقراضه للدولة، كان لفترة طويلة دائنًا للمجتمع بشكل عام لعمله كرجل أدب وثقافي لتاريخ الوطن. كرس جزءًا كبيرًا من حياته للبحث في حقائق تاريخ ساو باولو وبوليستا والبرازيل. نتيجة لهذا البحث، نشر العديد من الأعمال الأدبية التاريخية في العديد من الأشكال، والأعمال التي جاءت لإثراء التراث الثقافي البرازيلي.
كبادرة مهمة لتفانيه وصداقته لدير ساو بينتو وكلية ساو بينتو، وافق تاوناي على كتابة تاريخ دير ساو باولو، ونُشر هذا العمل في عام 1927، الذي جاء نتيجة جهد بحثي طويل ومضني، وما زال حتى يومنا هذا أحد أفضل الأعمال المرجعية في الماضي التاريخي في هذا الموضوع.
كان عضوا في الأكاديمية البرازيلية للآداب، ومن عام 1934 إلى عام 1937 هو كان أستاذاً في كلية الفلسفة والعلوم والآداب بجامعة ساو باولو.
تم إحياء ذكرى توناي في وضع الاسم العلمي لأحد أنواع السحلية البرازيلية ؛ كولوبوداكتيلوس توناي(Colobodactylus taunayi).

## أعمال وإبداعات أفونسو دي توناي
- دليل القسم التاريخي لمتحف باوليستا ، 1937.
- جوينفيل معطف النبالة: شعار النبالة لبلدية جوينفيل (سانتا كاتارينا)، عُرض على مدينة سانتا كاتارينا عام 1928
- شعار ساو فرانسيسكو دو سول: شعار النبالة لبلدية ساو فرانسيسكو دو سول (سانتا كاتارينا)
- شعار النبالة أوبيرابا: شعار النبالة لبلدية أوبيرابا (ميناس جيرايس) ابتكره وصممه الفنان أفونسو ديسكراغنول توناي، بتكليف من الوكيل التنفيذي ورئيس البلدية الدكتور أولافو رودريغيز دا كونها، في عام 1928
- كارتا جيرال داس بانديراس بوليستاس: خريطة طبوغرافية نظمها توناي ورسمها رسامو الخرائط جريجوريو كولاس وخوسيه دومينجيز دوس سانتوس فيلهو، بتاريخ 1922.